# Гнездилово (Знаменский район)
Гнезди́лово — село в Знаменском районе Орловской области. Административный центр Глотовского сельского поселения.

## История
Село Гнездилова впервые упоминается в 1678 году среди поместий Севского разряда Орловского уезда Нугорского стана.

## Население
| 2002 | 2010 |
| ---- | ---- |
| 373  | ↘342 |

## Улицы
| - ул. Заречная, - ул. Колхозная, - ул. Рощинская, | - ул. Садовая, - ул. Советская, - пер. Советский, | - ул. Центральная, - ул. Школьная, - пер. Школьный. |